# Boissy-le-Châtel
Ne doit pas être confondu avec Boissey-le-Châtel.
Pour les articles homonymes, voir Boissy et Chatel.
Boissy-le-Châtel (prononcé [bwa.ˈsi l(ə) ʃa.ˈt̪ɛl]) est une commune française située dans le département de Seine-et-Marne, en région Île-de-France.
Au dernier recensement de 2022, la commune comptait 3 313 habitants.

## Géographie

### Localisation

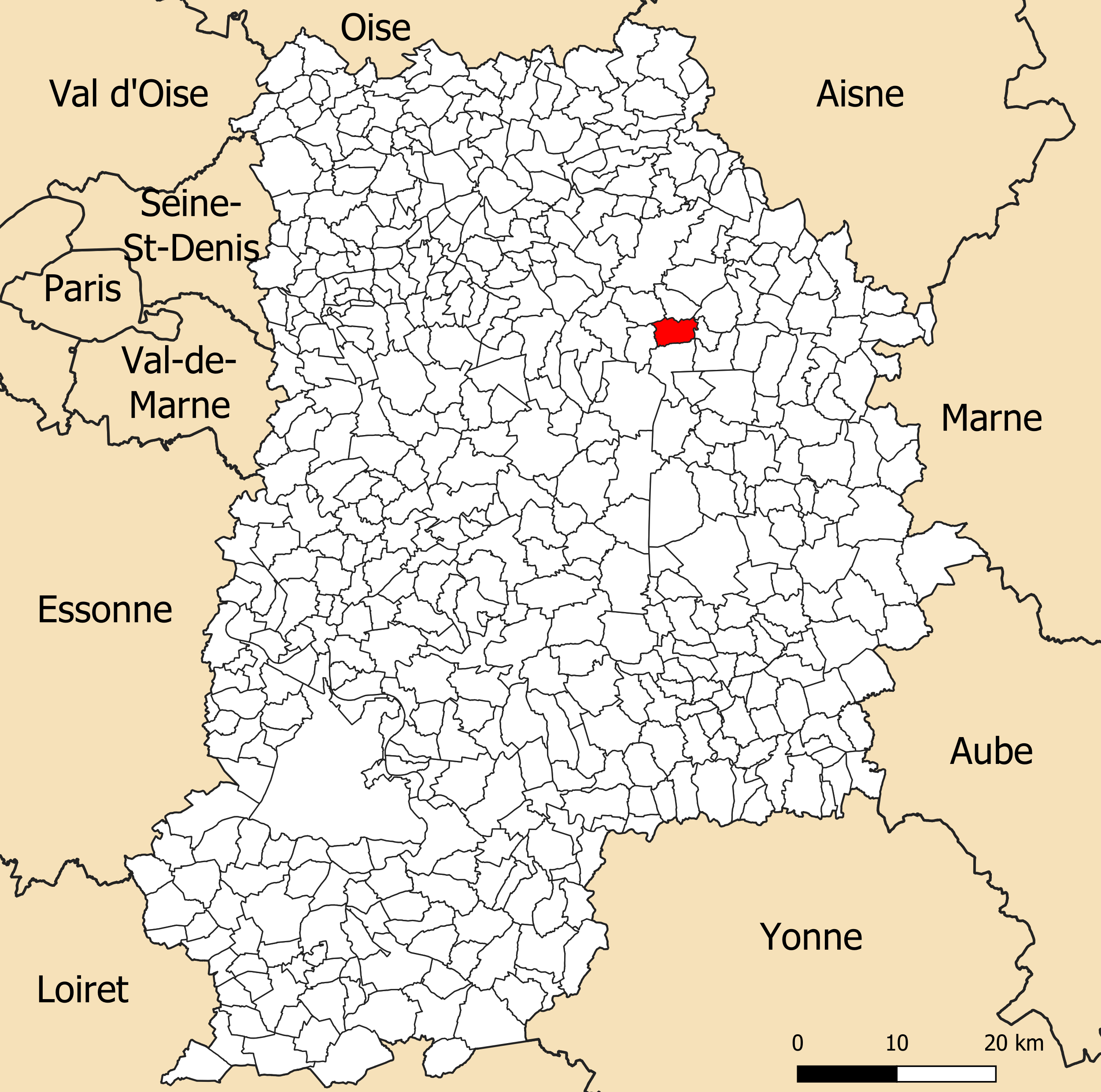
Localisation de la commune de Boissy-le-Châtel dans le département de Seine-et-Marne.

La commune est située à environ 4,6 kilomètres à l’est de Coulommiers.

### Communes limitrophes
Les communes limitrophes de Boissy-le-Châtel sont Chauffry à 3,30 km, Chailly-en-Brie à 3,54 km, Saint-Germain-sous-Doue à 3,57 km, Aulnoy à 3,87 km et Coulommiers à 3,94 km.

### Géologie et relief
L'altitude de la commune varie de 72 mètres à 150 mètres pour le point le plus haut, le centre du bourg se situant à environ 120 mètres d'altitude (mairie). Elle est classée en zone de sismicité 1, correspondant à une sismicité très faible.

### Hydrographie

#### Réseau hydrographique

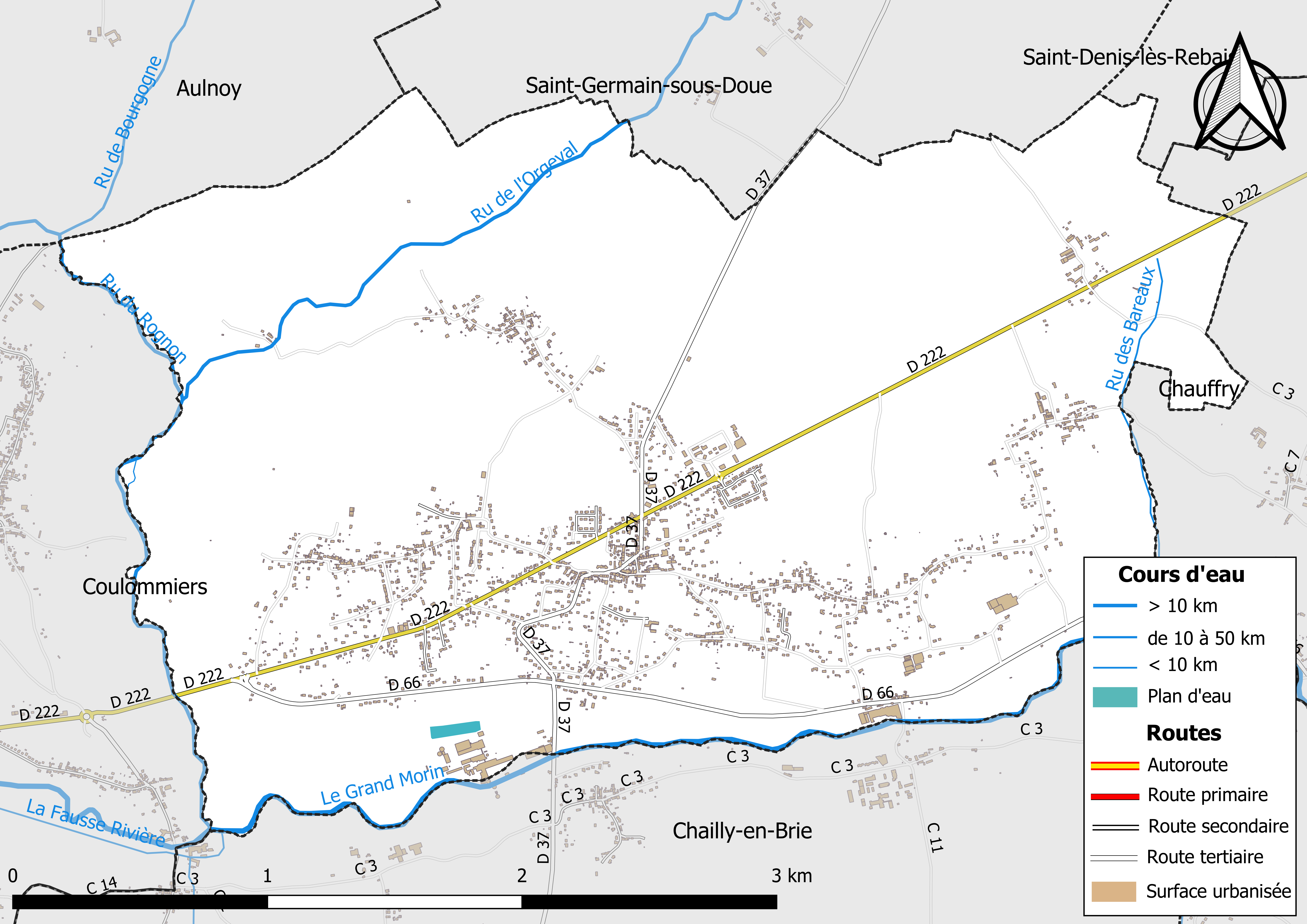
Carte des réseaux hydrographique et routier de Boissy-le-Châtel.

Le réseau hydrographique de la commune se compose de cinq cours d'eau référencés :
- la rivière le Grand Morin, longue de 118,2 km[3], affluent en rive gauche de la Marne ;
  - le ru des Bareaux, 1,6 km[4], qui conflue avec le Grand Morin ;
- le ru d'Orgeval ou rivière des Avenelles, long de 12,8 km[5] ;
- la ru du Rognon, long de 13,2 km[6] ;
  - un bras de 0,2 km[7].

La longueur totale des cours d'eau sur la commune est de 4,48 km.

#### Gestion des cours d'eau
Afin d’atteindre le bon état des eaux imposé par la Directive-cadre sur l'eau du 23 octobre 2000, plusieurs outils de gestion intégrée s’articulent à différentes échelles : le SDAGE, à l’échelle du bassin hydrographique, et le SAGE, à l’échelle locale. Ce dernier fixe les objectifs généraux d’utilisation, de mise en valeur et de protection quantitative et qualitative des ressources en eau superficielle et souterraine. Le département de Seine-et-Marne est couvert par six SAGE, au sein du bassin Seine-Normandie.
La commune fait partie du SAGE « Petit et Grand Morin », approuvé le 21 octobre 2016. Le territoire de ce SAGE comprend les bassins du Petit Morin (630 km2) et du Grand Morin (1 185 km2). Le pilotage et l’animation du SAGE sont assurés par le Syndicat Mixte d'Aménagement et de Gestion des Eaux (SMAGE) des 2 Morin, qualifié de « structure porteuse ».

### Climat
Pour des articles plus généraux, voir Climat de l'Île-de-France et Climat de Seine-et-Marne.
En 2010, le climat de la commune est de type climat océanique dégradé des plaines du Centre et du Nord, selon une étude du CNRS s'appuyant sur une série de données couvrant la période 1971-2000. En 2020, Météo-France publie une typologie des climats de la France métropolitaine dans laquelle la commune est exposée à un climat océanique altéré et est dans la région climatique Nord-est du bassin Parisien, caractérisée par un ensoleillement médiocre, une pluviométrie moyenne régulièrement répartie au cours de l’année et un hiver froid (3 °C).
Pour la période 1971-2000, la température annuelle moyenne est de 10,4 °C, avec une amplitude thermique annuelle de 15,2 °C. Le cumul annuel moyen de précipitations est de 735 mm, avec 11,8 jours de précipitations en janvier et 8,1 jours en juillet. Pour la période 1991-2020, la température moyenne annuelle observée sur la station météorologique la plus proche, située sur la commune de Mouroux à 7 km à vol d'oiseau, est de 11,3 °C et le cumul annuel moyen de précipitations est de 721,3 mm,. Pour l'avenir, les paramètres climatiques de la commune estimés pour 2050 selon différents scénarios d'émission de gaz à effet de serre sont consultables sur un site dédié publié par Météo-France en novembre 2022.

### Milieux naturels et biodiversité
Aucun espace naturel présentant un intérêt patrimonial n'est recensé sur la commune dans l'inventaire national du patrimoine naturel,,.

## Urbanisme

### Typologie
Au 1er janvier 2024, Boissy-le-Châtel est catégorisée ceinture urbaine, selon la nouvelle grille communale de densité à sept niveaux définie par l'Insee en 2022.
Elle appartient à l'unité urbaine de Boissy-le-Châtel, une unité urbaine monocommunale constituant une ville isolée,. Par ailleurs la commune fait partie de l'aire d'attraction de Paris, dont elle est une commune de la couronne,. Cette aire regroupe 1 929 communes,.

### Lieux-dits, écarts et quartiers
Boissy-le-Châtel inclut le bourg lui-même et plusieurs hameaux : les Granges, au nord-est, ancien fief des Caumartin ; les Brosses, à l’est, à la limite de Chauffry. Une dizaine de maisons y brûlèrent lors d’un incendie le 19 juin 1716 ; la Fontenelle, à l’est ; le Bois-L’Huillier, écart à l’est près du ru des Bagneaux ; le Chemin, à l’est, au-delà de la Fontenelle, longtemps plant de vignobles ; le Moulin-de-Boissy au sud-est, où se situait le moulin à blé de la seigneurie, qui deviendra une papeterie, puis une fabrique de plastique et enfin une menuiserie ; la Vacherie, au sud. En 1698, la ferme et la métairie appartenaient à Marthe Lefort, une tante de Jean de La Fontaine, étant veuve d’Henri Pidoux, qui était le fils de Valentin Pidoux, bailli de Coulommiers et le frère de Françoise Pidoux, la mère de Jean de La Fontaine ; le Buisson, au sud-est, hameau de vignerons et de tisseurs ; Champauger, à l’ouest ; Champbreton, à l’ouest, au-delà de Champauger et les Avenelles, au nord-ouest et Speuse, au nord - nord-ouest.

### Occupation des sols
L'occupation des sols de la commune, telle qu'elle ressort de la base de données européenne d’occupation biophysique des sols Corine Land Cover (CLC), est marquée par l'importance des territoires agricoles (53,3 % en 2018), en diminution par rapport à 1990 (74,5 %). La répartition détaillée en 2018 est la suivante : 
terres arables (49%), zones urbanisées (26,6%), forêts (20,1%), zones agricoles hétérogènes (3,1%), prairies (1,2 %).
Parallèlement, L'Institut Paris Région, agence d'urbanisme de la région Île-de-France, a mis en place un inventaire numérique de l'occupation du sol de l'Île-de-France, dénommé le MOS (Mode d'occupation du sol), actualisé régulièrement depuis sa première édition en 1982. Réalisé à partir de photos aériennes, le Mos distingue les espaces naturels, agricoles et forestiers mais aussi les espaces urbains (habitat, infrastructures, équipements, activités économiques, etc.) selon une classification pouvant aller jusqu'à 81 postes, différente de celle de Corine Land Cover,,. L'Institut met également à disposition des outils permettant de visualiser par photo aérienne l'évolution de l'occupation des sols de la commune entre 1949 et 2018.

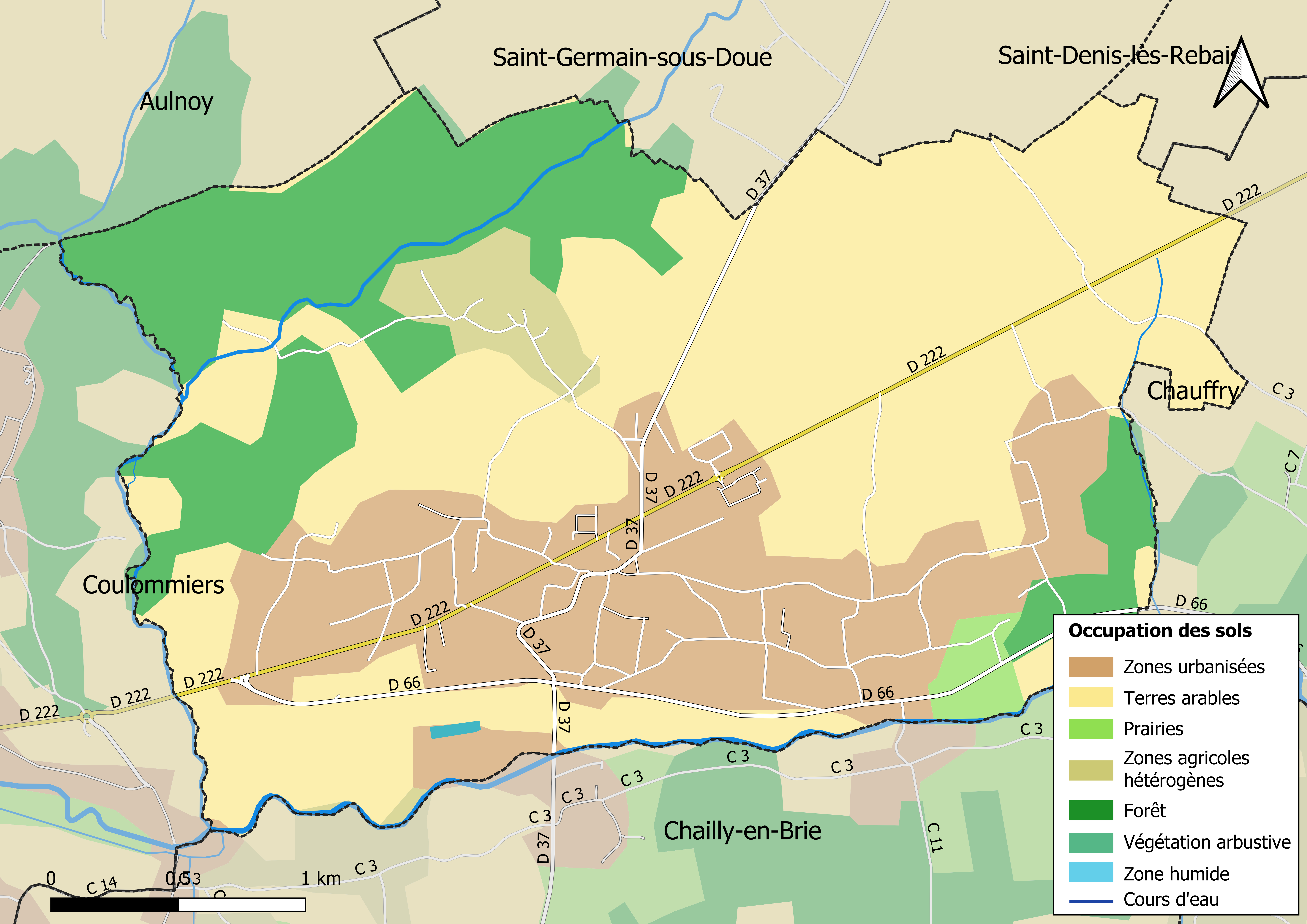
Carte des infrastructures et de l'occupation des sols en 2018 (CLC) de la commune.
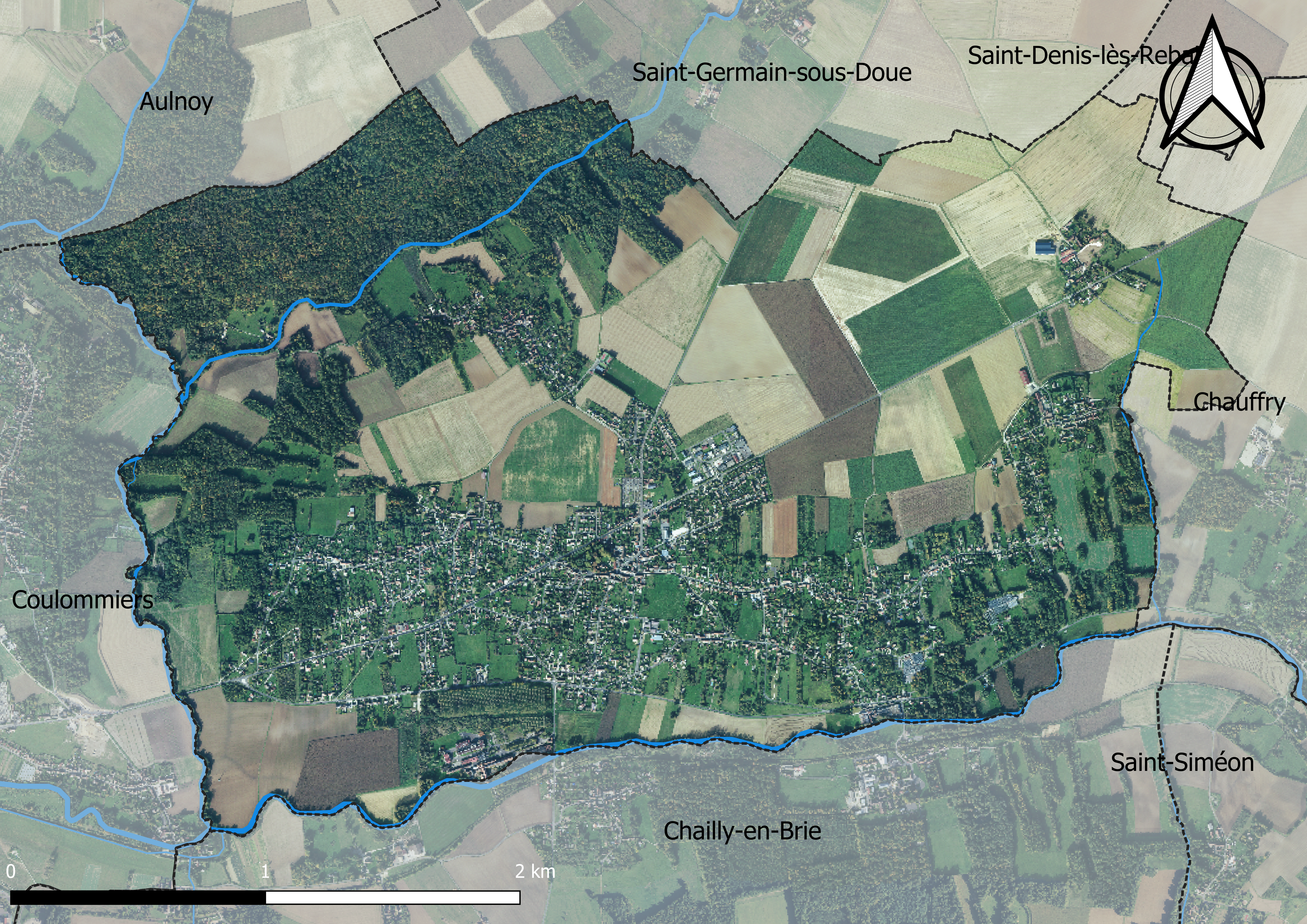
Carte orhophotogrammétrique de la commune.

### Planification
La loi SRU du 13 décembre 2000 a incité les communes à se regrouper au sein d’un établissement public, pour déterminer les partis d’aménagement de l’espace au sein d’un SCoT, un document d’orientation stratégique des politiques publiques à une grande échelle et à un horizon de 20 ans et s'imposant aux documents d'urbanisme locaux, les PLU (Plan local d'urbanisme). La commune est dans le territoire du SCOT du Bassin de vie de Coulommiers, approuvé le 11 juillet 2013 et porté par le Syndicat intercommunal d’étude et de programmation (SIEP) de Coulommiers.
La commune disposait en 2019 d'un plan local d'urbanisme en révision. Le zonage réglementaire et le règlement associé peuvent être consultés sur le géoportail de l'urbanisme.

### Logement
En 2016, le nombre total de logements dans la commune était de 1 371 dont 93,7 % de maisons et 5,5 % d'appartements.
Parmi ces logements, 88 % étaient des résidences principales, 4,4 % des résidences secondaires et 7,6 % des logements vacants.
La part des ménages fiscaux propriétaires de leur résidence principale s'élevait à 89,6 % contre 9,2 % de locataires et 1,2 % logés gratuitement.

## Toponymie
Bussei en 1132 et 1144, Bussy en 1160, sous la forme latinisée Bussiacum, Boissiacum, Buissiacum en 1184, Boissay en 1371 et enfin Boissy.
Le nom de la commune  provient du latin buxetum (« ensemble de buis »).
Le Châtel est un déterminant dérivant du latin castella (pluriel de castellum) désignant un château.

## Histoire
Il n'existe aucun témoignage de présence gallo-romaine sur le territoire du village, qui est probablement resté essentiellement couvert de forêts et de pâturages jusqu’au Xe ou XIe siècle.
Plusieurs familles se sont succédé comme seigneurs de Boissy. Les Milly (Robert Ier, Robert II, Gui et Ide de Milly, qui épousa Jehan (Jean) III de Thorotte), entre le milieu du XIIe siècle à la fin du XIIIe siècle ; les Thorotte (ou Thourotte) (Jehan (Jean) III, Gaucher II, et Isabeau de Thorotte, qui épousa Guy (Guyot) de Châteauvillain-Lury), de la fin du XIIIe siècle au début du XIVe ; les Châteauvillain-Lury (Guy (Guyot), Jean et Johanne de Châteauvillain, qui épousa Guichard VI de Beaujeu), au début du XIVe siècle ; les Beaujeu (Guichard VI, Guichard VII et Marie de Beaujeu, qui épousa Jean de Montaigu), d’environ 1316 à 1380 ; les Montaigu (Jean et Jehanne de Montaigu, qui épousa Guy de Rougemont), de 1380 à 1410 ; les Rougemont (Guy et Thibaut, qui vendit la seigneurie à Charles Desmarets), de 1410 à 1445 ; les Desmarets (Charles et ses fils Philippe et Charles, qui vendirent la terre de Boissy à Louis de Brie), de 1445 à 1473 ; les Brie (Louis, Jean, Charles et Jeanne de Brie, qui épousa Antoine de Ravenel), de 1473 à 1514 ; les Ravenel (Antoine, Claude, Eustache et Françoise de Ravenel, qui épousa Frédéric, comte de Berghe, lequel vendit le fief à Louis I Le Fèvre de Caumartin), de 1514 à 1608 ; les Le Fèvre de Caumartin (Louis I, Louis II, Louis-François Ier, Louis-François II, Antoine-Louis-François Ier, Antoine-Louis-François II et Marc-Antoine Le Fèvre de Caumartin, dont les terres seront confisquées et qui mourra à Londres en 1803), de 1608 à 1793. Le passage d’une famille à l’autre était dû soit à l’absence d’héritier mâle, soit à une vente du fief. Après la guerre de Cent Ans, la famille de Brie (seigneurs de Boissy), fait refaire l'église. Boissy-le-Châtel a deux vocables : Saint-Laurent pour la paroisse, et Saint-Sulpice pour l’église. Les reliques de ces deux saints étaient portées en procession lors de la Saint-Laurent, occasion d'un pèlerinage alors très réputé pour la guérison des maux de dents.
En 1490, décès de Louis de Brie, seigneur de Boissy-le-Châtel, époux de Marie de Boulainvilliers, conseiller et chambellan de Louis XI. En 1518, décès du chanoine Charles de Brie, seigneur de Boissy (fils de Louis de Brie cité ci-dessus).
En 1570, décès de Claude de Ravenel, seigneur de Rantigny et de Boissy, époux de Françoise d’Angennes (huguenote, elle fut dame d’honneur de Catherine de Médicis). 1646, baptême des deux cloches de l'église qui disparaîtront, comme tant d'autres, sous la Révolution. Le 17 octobre 1690, Bossuet, évêque de Meaux, est en visite pastorale dans la localité.
En 1814 et 1815, le village est occupé par les Bavarois, et l'est à nouveau en 1870 par les Prussiens. La révolution industrielle stimulant les activités, le moulin à papier Sainte-Marie est transformé, en 1820, en usine. De même, en 1861, une usine à chocolat s'établit dans le village. Après la guerre de 1870, la municipalité procède à un certain nombre d'aménagements au sein du village, dont la mairie-école, édifiée en 1880 et la station de chemin de fer, ouverte en 1884. En 1838, dans son Histoire des environs de Paris, Julien de Gaulle (aïeul du général) écrit ceci au paragraphe concernant Boissy-le-Châtel : « Château : M. Villette a fait réparer les deux tours et les autres bâtiments existants. Ils sont environnés d'un jardin à l'anglaise et puis ... le village n'offre rien de remarquable ! » En 1857, baptême de la cloche de l'église.
Entre 1953 et 1965, sont agrandis les deux groupes scolaires et réalisée l'adduction d'eau potable. En 1973, des travaux de rénovation de l'église permettent la mise à jour de la pierre tombale d'un des seigneurs du lieu, Louis de Brie. Au XXe siècle, l'usine à papier Sainte-Marie est achetée par un groupe papetier européen, qui produit à Boissy des papiers spéciaux, dont celui choisi pour les jeux Olympiques d'Albertville.

## Transports
Boissy-le-Châtel est desservi par des bus du réseau de bus Brie et 2 Morin.

## Politique et administration
| Période                                  | Période                       | Identité                 | Étiquette | Qualité |
| ---------------------------------------- | ----------------------------- | ------------------------ | --------- | --- |
| Les données manquantes sont à compléter. |                               |                          |           | |
| 1944                                     | mai 1953                      | Désiré Baudoin           |           | |
| mai 1953                                 | mars 1965                     | André Houdrichon         |           | |
| mars 1965                                | mars 1971                     | René Pierrelée           |           | |
| mars 1971                                | mars 1989                     | Aldo Lagorio (1923-2000) |           | |
| mars 1989                                | 1998                          | Jean-Claude Meriot       |           | |
| 1998                                     | mars 2001                     | Gérard Berton            | SE        | Retraité |
| mars 2001                                | En cours (au 28 juillet 2020) | Guy Dhorbait             | DVD       | Directeur financier retraité Président de la CC Brie des Templiers ( 2006 → 2012) Vice-président de la CC du Pays de Coulommiers (2013 → 2017) Vice-président de la CA Coulommiers Pays de Brie (2018 → ) Réélu pour le mandat 2020-2026, |

## Démographie
L'évolution du nombre d'habitants est connue à travers les recensements de la population effectués dans la commune depuis 1793. Pour les communes de moins de 10 000 habitants, une enquête de recensement portant sur toute la population est réalisée tous les cinq ans, les populations de référence des années intermédiaires étant quant à elles estimées par interpolation ou extrapolation. Pour la commune, le premier recensement exhaustif entrant dans le cadre du nouveau dispositif a été réalisé en 2005.

En 2022, la commune comptait 3 313 habitants, en évolution de +5,61 % par rapport à 2016 (Seine-et-Marne : +3,92 %, France hors Mayotte : +2,11 %).
| 1793 | 1800 | 1806 | 1821 | 1831  | 1836  | 1841  | 1846  | 1851  |
| ---- | ---- | ---- | ---- | ----- | ----- | ----- | ----- | ----- |
| 800  | 933  | 889  | 901  | 1 049 | 1 106 | 1 103 | 1 090 | 1 153 |

| 1856  | 1861  | 1866  | 1872  | 1876  | 1881  | 1886  | 1891  | 1896  |
| ----- | ----- | ----- | ----- | ----- | ----- | ----- | ----- | ----- |
| 1 142 | 1 170 | 1 195 | 1 141 | 1 160 | 1 095 | 1 065 | 1 019 | 1 019 |

| 1901  | 1906  | 1911  | 1921  | 1926  | 1931  | 1936  | 1946  | 1954  |
| ----- | ----- | ----- | ----- | ----- | ----- | ----- | ----- | ----- |
| 1 053 | 1 060 | 1 119 | 1 041 | 1 116 | 1 134 | 1 154 | 1 266 | 1 391 |

| 1962  | 1968  | 1975  | 1982  | 1990  | 1999  | 2005  | 2006  | 2010  |
| ----- | ----- | ----- | ----- | ----- | ----- | ----- | ----- | ----- |
| 1 271 | 1 284 | 1 393 | 1 725 | 2 366 | 2 661 | 2 988 | 3 014 | 3 110 |

| 2015  | 2020  | 2022  | - | - | - | - | - | - |
| ----- | ----- | ----- | - | - | - | - | - | - |
| 3 126 | 3 249 | 3 313 | - | - | - | - | - | - |

## Économie

### Revenus de la population et fiscalité
En 2018, le nombre de ménages fiscaux de la commune était de 1 263 (dont 64 % imposés), représentant 3 377 personnes et la  médiane du revenu disponible par unité de consommation  de 24 310 euros.

### Emploi
En 2018 , le nombre total d’emplois dans la zone était de 318, occupant 1 404 actifs  résidants.
Le taux d'activité de la population (actifs ayant un emploi) âgée de 15 à 64 ans s'élevait à 70,4 % contre un taux de chômage de 7,1 %.
Les 22,5 % d’inactifs se répartissent de la façon suivante : 9,2 % d’étudiants et stagiaires non rémunérés, 7,5 % de retraités ou préretraités et 5,7 % pour les autres inactifs.

### Secteurs d'activité

#### Entreprises et commerces
En 2019, le nombre d’unités légales et d’établissements (activités marchandes hors agriculture) par secteur d'activité était de 193 dont 11 dans l’industrie manufacturière, industries extractives et autres, 48 dans la construction, 44 dans le commerce de gros et de détail, transports, hébergement et restauration, 10 dans l’Information et communication, 3 dans les activités financières et d'assurance, 8 dans les activités immobilières, 29 dans les activités spécialisées, scientifiques et techniques et activités de services administratifs et de soutien, 23 dans l’administration publique, enseignement, santé humaine et action sociale et 17  étaient relatifs aux autres activités de services.
En 2020, 35 entreprises ont été créées sur le territoire de la commune, dont 27 individuelles.

#### Agriculture
Boissy-le-Châtel est dans la petite région agricole dénommée les « Vallées de la Marne et du Morin », couvrant les vallées des deux rivières, en limite de la Brie. En 2010, l'orientation technico-économique de l'agriculture sur la commune est la polyculture et le polyélevage.
Si la productivité agricole de la Seine-et-Marne se situe dans le peloton de tête des départements français, le département enregistre un double phénomène de disparition des terres cultivables (près de 2 000 ha par an dans les années 1980, moins dans les années 2000) et de réduction d'environ 30 % du nombre d'agriculteurs dans les années 2010. Cette tendance se retrouve au niveau de la commune où le nombre d’exploitations est passé de 10 en 1988 à 4 en 2010. Parallèlement, la taille de ces exploitations augmente, passant de 53 ha en 1988 à 152 ha en 2010.
Le tableau ci-dessous présente les principales caractéristiques des exploitations agricoles de Boissy-le-Châtel, observées sur une période de 22 ans : 
|                                      | 1988 | 2000 | 2010 |
| ------------------------------------ | ---- | ---- | ---- |
| Dimension économique,                |      |      |      |
| Nombre d’exploitations (u)           | 10   | 7    | 4    |
| Travail (UTA)                        | 20   | 34   | 37   |
| Surface agricole utilisée (ha)       | 527  | 491  | 607  |
| Cultures                             |      |      |      |
| Terres labourables (ha)              | 448  | 476  | 602  |
| Céréales (ha)                        | 290  | 332  | 426  |
| dont blé tendre (ha)                 | 238  | 223  | 285  |
| dont maïs-grain et maïs-semence (ha) | 31   | 94   | s    |
| Tournesol (ha)                       | s    |      |      |
| Colza et navette (ha)                | 21   | s    | s    |
| Élevage                              |      |      |      |
| Cheptel (UGBTA)                      | 83   | 4    | 0    |

## Culture locale et patrimoine

### Patrimoine religieux

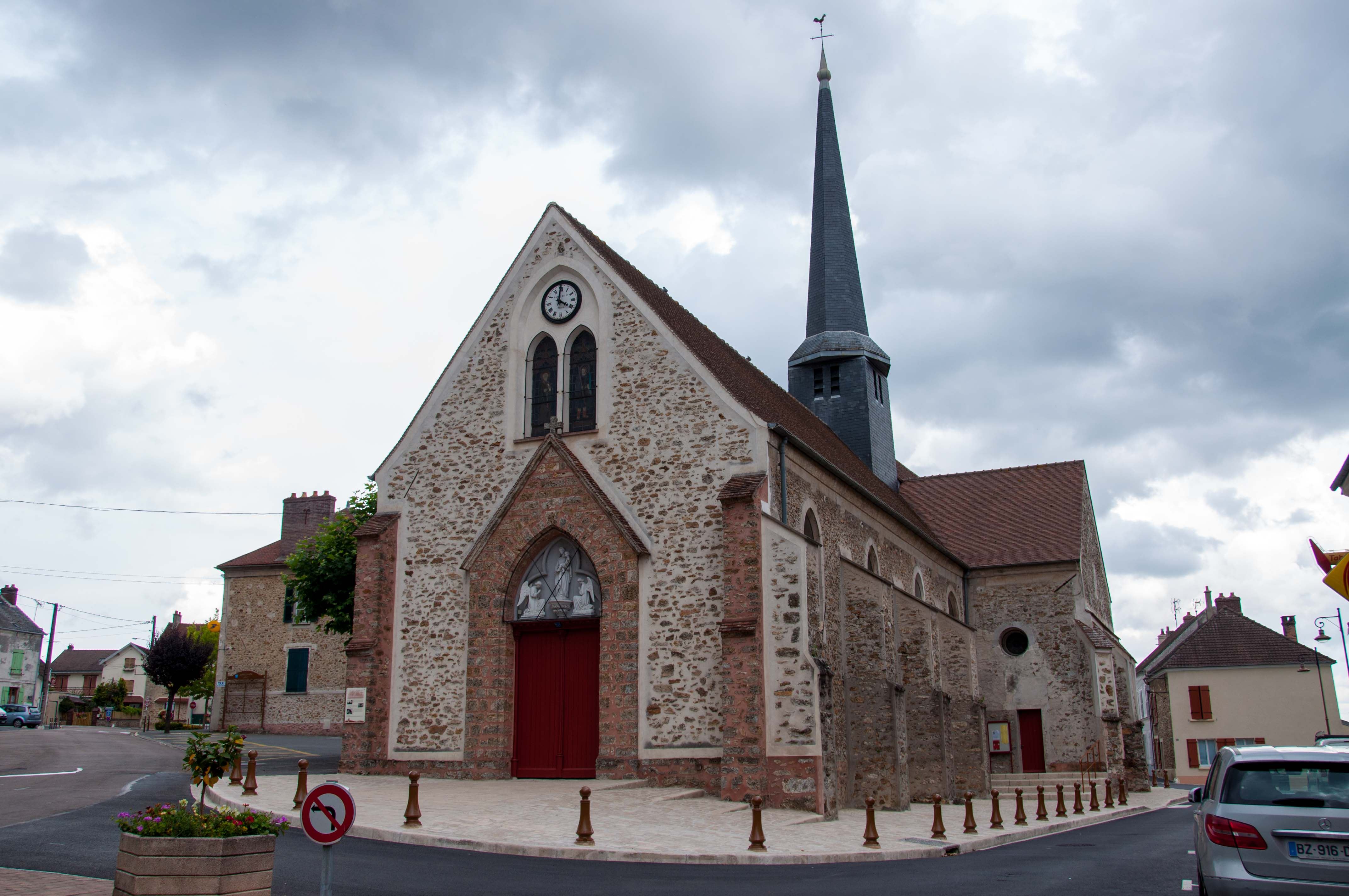
L'église Saint-Sulpice.

La construction de l’église Saint-Sulpice commença au XIIIe siècle, mais seules quelques colonnes et les bases des six colonnes du  chœur datent de cette époque. Elle fut reconstruite à la fin du XVe siècle par la famille de Brie. Bossuet, évêque de Meaux y fut accueilli le 17 octobre 1690.
Pendant la  Révolution, la croix du clocher est descendue, les cloches sont fondues, l’argenterie est confisquée et expédiée au trésor national, et les effets de l’église distribués aux pauvres. L’église devient un temple de la Raison et sert au nouveau culte et aux assemblées du peuple. Le curé, Jean-Pierre Leclerc, installé depuis 1761 à Boissy, dont il devint curé en 1772, prêta serment à la constitution civile, démissionna en 1794, attendit la fin de la  Terreur  à Meaux et revint comme curé jusqu’à sa mort en 1813. Divers travaux furent réalisés en 1803, 1810 et 1973; une nouvelle cloche, nommés Louise-Adèle et pesant 592 kg, était installée en 1857.
Le chœur, en trois travées, a été reconstruit au XVIe siècle, possède des arcs-doubleaux et des arêtiers de voûte rajustés sur les fûts des colonnes du XIIIe siècle. Sur la clef de voûte, les armoiries de la famille de Brie peuvent être aperçues. La nef, longue de 18 m et large de 8 m, date du XVIIIe siècle. Sa voûte est en bois de mérain, portée par des fermes munies chacune d’un entrait, d’arbalétriers et d’un poinçon.
Le maître-autel est en plâtre et en bois, avec un tabernacle en chêne et des colonnes en marbre jaspé. Il est surmonté d’un vitrail de la fin du XIXe siècle, dont certains éléments datent du XVIe. Il se peut que le bénitier octogonal en pierre date du XIIIe siècle, et les fonts baptismaux en pierre blanche datent du XVIIe. L’église est surmontée d’un clocher à flèche de charpente dont la  flèche très pointue a été remise d’aplomb en 1973.
Plusieurs des seigneurs de Boissy et leurs épouses ont été enterrés dans l’église : Louis de Brie, premier seigneur de la famille de Brie, qui avait acheté Boissy en 1473 et est mort en 1490. Sa pierre tombale fut redécouverte lors de la rénovation de 1973. Sa femme, Marie de Boulainvilliers, morte en 1495. Son fils aîné, Charles de Brie, comte et chanoine de Lyon, mort en 1518. Son deuxième fils, Jean (ou Jehan) de Brie, mort en 1505. François de Brie, seigneur de Montflajot (près de Sablonnières), mort en 1520. Claude de Ravenel, fils d’Antoine de Ravenel et second Ravenel de Boissy, mort en 1570. Son épouse, Françoise d’Angennes, fille de Jacques d’Angennes, un favori de François Ier, aussi connue sous le nom de Madame de Rantigny.

### Personnalités liées à la commune
- Guichard VI de Beaujeu (†1331), chambellan de Philippe le Bel, qui épousera successivement Jeanne de Genève, Marie de Châtillon (elle-même fille de Gaucher V de Châtillon, connétable de France et d’Isabeau de Dreux) et Jehanne de Châteauvillain, Dame de Boissy. Une des filles qu’il eut de Marie de Châtillon, Marguerite de Beaujeu, épousera en 1330 Charles Ier de Montmorency et mourra le 5 janvier 1336 sans avoir d’enfants[55]. Un des fils de Guichard VI de Beaujeu et de Marie de Châtillon, Édouard Ier de Beaujeu, né en 1316, fut sire de Beaujeu et 6e prince de Dombes. Il accompagna Philippe VI de Valois après la défaite de Crécy en 1346 et fut nommé maréchal de France en 1347. Il fut tué à Ardres en 1351, sous Jean II, où il avait battu les Anglais et est inhumé à l’abbaye de Belleville (Rhône) dans la sépulture des sires de Beaujeu.
- Antoine Louis François Le Fèvre (ou Lefebvre) de Caumartin de Saint-Ange (1725-1803), prévôt des marchands de Paris, marquis de Saint-Ange, comte de Moret, seigneur de Boissy-le-Châtel, qui a donné son nom à la rue Caumartin et à la station de métro Havre-Caumartin à Paris[56].
- Jean Baptiste Dorival (1749-1813) (frère de Elie Dorival, curé de Barcy, qui avait prêté serment à la Constitution civile du clergé à Boissy le 27 mars 1791), cultivateur et maire de Boissy du 25 floréal an VIII jusqu’à son décès en 1813. Cet ancien régisseur du seigneur de Caumartin, devenu lieutenant de la garde nationale, avait auparavant défrayé la chronique locale en détournant à son profit plusieurs biens provenant du château du ci-devant émigré, ce qui provoqua la venue à Boissy du citoyen Sergent, membre du district de Rozoy, pour dresser un inventaire des biens dépendant du château, et mettre les scellés sur les meubles, ... et justifia en mai 1793, une mention sur le registre des délibérations du conseil municipal.
- André Houdrichon (né à Paris en 1895, décédé en 1974), héros de la Grande Guerre (officier de la Légion d'honneur, titulaire de la Médaille militaire et de la Croix de guerre 1914-1918). Ce fils de marchand épicier parisien, amputé du bras droit à la suite de sa blessure à Verdun en 1916, s'était établi comme négociant en grains à Trilport (près de Meaux), où il devint conseiller municipal. Assurant la même fonction élective à Boissy-le-Châtel en 1945, il en fut le maire de 1953 à 1965 (2 mandats), et longtemps le président de l'association des anciens combattants.
- Clément François Picard (1852-1900), cordonnier de son état, resté dans les mémoires locales pour avoir été victime d'un tragique fait divers (brûlé vif à Speuse).
- François Sourdet (1834-1855), jeune soldat tué au siège de Sébastopol.
- L'abbé Benez (1901-1993), curé de Boissy de 1932 à 1975 et résistant. Il cacha un parachutiste anglais au presbytère, participa à la pose de bouchons de mine sur la départementale et à l'occupation de la mairie lors de la Libération.
- Pierre Brun (né à Saint-Étienne en 1915) et mort en 2011 dans la commune, artiste sculpteur et enseignant, disposant d'un atelier dans la vallée du Grand Morin, à Boissy-le-Châtel, où il travaille le marbre et le bronze[57].

## Événements
La ville de Coulommiers et les communes environnantes (Mouroux, Boissy-le-Châtel, Aulnoy, Chailly-en-Brie, Chauffry, Faremoutiers, Pommeuse, Giremoutiers, Saint-Germain-sous-Doue) ont été choisies pour être les premières à passer au tout numérique pour la diffusion de la télévision. Depuis le 8 novembre 2008, l'émetteur de Mouroux, site des Parrichets, diffuse la TNT. L'extinction du signal analogique a eu lieu le 4 février 2009.

### Héraldique, devise et logotype
|  | Les armes de Boissy-le-Châtel se blasonnent ainsi : D'azur aux deux haches d’armes adossées d'argent. |